# Карпенко, Владимир Алексеевич
Владимир Алексеевич Карпенко (род. 7 сентября 2000, Сальск, Ростовская область) — российский баскетболист, играющий на позиции разыгрывающего защитника.

## Карьера
Начал заниматься баскетболом с 1 класса школы, посещая тренировки своего отца — Алексея Карпенко. В 2017 году переехал из Ростова-на-Дону, чтобы играть за молодёжный состав «Нижнего Новгорода».
В сезоне 2018/2019 стал принимать участие в тренировках основного состава нижегородского клуба. На матчи 1/4 Кубка России с «Самарой» был включён в заявку команды, но в играх участия не принял. 8 февраля 2019 года Карпенко дебютировал за основной состав «Нижнего Новгорода» в первом матче «Финала четырёх» Кубка России против петербургского «Спартака» (76:69). За 10 секунд игрового времени реализовл один из двух штрафных бросков.
В 2019 году Карпенко продолжил карьеру в молодёжном проекте ЦСКА.
В сезоне 2020/2021 впервые сыграл за ЦСКА-2, заняв позицию резервного разыгрывающего защитника. Его средние показатели в 35 матчах Суперлиги-1 составили 14,5 очка, 4,8 передачи, 4,0 подбора и 1,8 перехвата. На финише сезона Владимир помог «ЦСКА-Юниору» выиграть Единую молодёжную лигу ВТБ. В финальном матче против «Локомотива-Кубань-2-ЦОП» (89:65) Карпенко набрал 16 очков, 4 передачи, 4 подбора и 1 перехват. По итогам «Финала восьми» турнира был включён в символическую пятёрку, а его статистика составила 11,3 очка, 4,3 передачи, 2,3 подбора и 1,7 перехвата в среднем за игру.
Сезон 2021/2022 Карпенко провёл в ранге капитана ЦСКА-2 и стал одним из лидеров команды под руководством Предрага Бадняревича.
7 марта 2022 года Карпенко дебютировал за основную команду ЦСКА. В матче Единой лиги ВТБ против «Автодора» (102:86) провёл на площадке 2 минуты 9 секунд и отметился 1 очком и 1 перехватом.
В июле 2022 года Карпенко подписал 4-летний контракт с ЦСКА.
В сезоне 2022/2023 Карпенко стал бронзовым призёром Единой лиги ВТБ, бронзовым призёром чемпионата России и серебряным призёром Суперкубка Единой лиги ВТБ. В Суперлиге Владимир набирал 23,0 очка, 4,7 передачи и 3,7 подбора и установил рекорд сезона по результативности (38 очков в одном матче).
В июле 2023 года Карпенко перешёл на правах аренды в «Енисей». В 36 матчах Единой лиги ВТБ Владимир в среднем набирал 5,0 очка, 1,4 передачи и 2,2 подбора.
В июне 2024 года Карпенко вернулся из аренды в ЦСКА.
В сезоне 2024/2025 Карпенко стал победителем Единой лиги ВТБ, чемпионом России и обладателем Суперкубка Единой лиги ВТБ.

## Сборная России
В феврале 2025 года Карпенко принял участие в сборе сборной России.

## Личная жизнь
Родился в спортивной семье. Его дед на профессиональном уровне играл в футбол на позиции вратаря, а после завершения карьеры занимался развитием спорта, в большей степени баскетбола, в Сальске. Бабушка в студенческие годы занималась баскетболом.
Отец Алексей Владимирович Карпенко, баскетбольный тренер, возглавлял ростовский «Атаман», позже стал тренировать детей в спортивной школе.
Мать и тётя на любительском уровне играли в баскетбол за сборную школы, выступали на городских чемпионатах.
Оба дяди связаны с профессиональным баскетболом. Один из них — Алексей Вздыхалкин, профессиональный баскетболист. Второй — Михаил Карпенко, баскетбольный тренер.
Старший брат — Михаил Карпенко (1997 г.р.) в 16 лет играл в команде ДЮБЛ люберецкого «Триумфа». Вместе с «Триумфом» Михаил переехал в Санкт-Петербург, где отыграл еще год в ДЮБЛ и два года в Единой молодёжной лиге ВТБ в составе «Зенита». Получив серьезную травму в последний год, перезапустил свою карьеру через АСБ.
В июле 2025 года Владимир Карпенко и его избранница Кристина официально стали мужем и женой.

## Достижения
- Чемпион Единой лиги ВТБ: 2024/2025
- Бронзовый призёр Единой лиги ВТБ: 2022/2023
- Обладатель Суперкубка Единой лиги ВТБ: 2024
- Серебряный призёр Суперкубка Единой лиги ВТБ: 2022
- Чемпион России: 2024/2025
- Бронзовый призёр чемпионата России: 2022/2023
- Серебряный призёр Кубка России: 2018/2019
- Чемпион Единой молодёжной лиги ВТБ: 2020/2021